# Saravan (Armenia)
Saravan (in armeno Սարավան?) è un comune di 340 abitanti (2001) della Provincia di Vayots Dzor in Armenia.